# PBCOM Tower
PBCOM Tower là tòa nhà chọc trời cao nhất Philippines. Đây là một tòa nhà văn phòng 52 tầng cao 259 m. PBCOM Tower là trụ sở của ngân hàng Philippine Bank of Communications hay PBCom, một trong những ngân hàng lâu đời nhất Philippines. Được hoàn thành năm 2000, tòa nhà này do công ty Skidmore, Owings and Merrill thiết kế.